# Frédéric Passy
Frédéric Passy (Pariz, 20. svibnja 1822. – Neuilly-sur-Seine, 12. lipnja 1912.), francuski humanist
- 1901. - Nobelova nagrada za mir

Frédéric Passy i William Randal Cremer iz Ujedinjenog Kraljevstva nastojali su utemeljiti prvi stalni forum za političke multilateralne pregovore. Organizacija je osnovana 1889. godine kao Međuparlamentarni kongres, a kasnije je dobila ime Interparlamentarna unija. U početku je članstvo bilo rezervirano za pojedinačne parlamentarce, ali se od tada transformiralo tako da uključuje zakonodavna tijela suverenih država.